# Johann Georg Gröber
Johann Georg Gröber (* 30. März 1775 in Pettneu; † 12. November 1849 in Innsbruck) war ein österreichischer Orgelbauer.

## Leben und Werk
Am 1. August 1805 beendete Johann Georg Gröber die dreijährige Lehre bei Ignaz Kober in Wien, bei dem er in der Verfertigung von Klavierinstrumenten, Fortepianos und Orgeln ausgebildet wurde. Zuerst wurde sein Gesuch vom 25. Jänner 1806 nach Einspruch von Joseph Fuchs II. zunächst abgelehnt. Erst als Gröber in Zeugnis der Gemeinde Pettneu vorlegen konnte, in dem die erfolgreiche Reparatur der hiesigen Orgel belegt war, erhielt er am 18. Oktober 1806 die Konzession für Fortepiano- und Orgelbau. 1835 erwarb er von Johann David Buschmann die Lizenz zum Nachbau des Terpodions. Ein Flügel von Gröber ist im Tiroler Landesmuseum Ferdinandeum erhalten.
Sein Sohn Joseph Gröber (1817–1902) war Instrumentenmacher und Klavierstimmer, der gelegentlich auch Orgeln reparierte.

## Werkliste (Auszug)
| Jahr      | Ort                   | Kirche                    | Bild | Manuale | Register | Bemerkungen                                                    |
| --------- | --------------------- | ------------------------- | ---- | ------- | -------- | -------------------------------------------------------------- |
| 1828      | Imst                  | Pfarrkirche               |      | II/P    | 24       |                                                                |
| 1833      | Leutasch              | Pfarrkirche Unterleutasch |      |         |          |                                                                |
| 1834      | Innsbruck             | Mariahilfkirche           |      |         |          | nicht erhalten                                                 |
| 1839      | Wilten                | Stiftskirche              |      | II/P    | 29       | mit perspektivischer Pfeifenstellung im Prospekt-Mittelbereich |
| 1840      | Trient                | Dom                       |      |         |          | Umbau der Orgel                                                |
| 1842/1843 | Biberwier             | Pfarrkirche               |      | I/P     | 12       |                                                                |
| 1845–46   | Innsbruck             | Pfarrkirche St. Nikolaus  |      | I/P     | 16       | nur Gehäuse erhalten                                           |
| 1846      | Innsbruck             | Spitalskirche             |      | I/P     | 13       |                                                                |
| 1848      | Obsteig               | Pfarrkirche               |      | I/P     | 11       |                                                                |
| undatiert | Heiligwasser bei Igls | Wallfahrtskirche          |      | I/P     | 6        | frühere Hausorgel, undatiert                                   |